# Geocódigo
Um geocódigo é um código que representa uma entidade (Localização ou objeto) geográfica. É um identificador exclusivo da entidade, para distingui-la das demais em um conjunto finito de entidades geográficas. Em geral, o geocódigo é um identificador curto e legível por humanos.
Geocódigos e entidades típicos representados por ele:
- Código de país e códigos de suas subdivisões. O código de um país é representado no mapa-múndi por polígono dos limites administrativos do país.
 Os principais exemplos são códigos ISO: código ISO 3166-1 alfa-2 (por exemplo, AF para o Afeganistão ou BR para o Brasil) e suas convenções de subdivisão, como códigos de subdivisão AF (por exemplo AF-GHO para a província de Ghor) ou códigos de subdivisão BR (por exemplo, BR-AM para o estado do Amazonas).

- Código identificador de célula DGG (do inglês Grade Glocal Discreta). O identificador de uma célula de uma grade global discreta, tal como por exemplo um código Geohash (por exemplo, ~ 0,023 km² de célula 6vjyngd no centro do Brasil) ou um código OLC (por exemplo, ~ 0,004 km² de célula 58PJ642P + 4 no mesmo ponto).

- Código postal, por exemplo o CEP brasileiro ou ZIP estadunidense. É representado por um polígono de uma área postal. Por exemplo o CEP  70040 representa a área central do Brasil, em Brasília para distribuição postal.

Em computação os geocódigos são em geral tratados como tipo de dados atômico, e usados principalmente para rotulagem, integridade de dados, marcação geográfica e indexação espacial.
Matematicamente, um sistema de geocódigos é uma função de hash que preserva a localidade de referência.

## Classificação
Existem alguns aspectos comuns entre vários geocódigos (ou sistemas de geocódigos) que podem ser usados como critério de classificação:
- Propriedade: pago ou gratuito, se diferenciando por suas licenças.
- Formação: o geocódigo pode ser originado de um nome próprio (ex: abreviação do nome oficial de um país) ou se originar de uma função matemática (algoritmo de código para comprimir latitude-longitude).
- Alcance: global ou parcial. As entidades (representadas pelo geocódigo) estão ao redor do mundo (ex: pontos geográficos), são delimitados por seu tema (ex: apenas áreas terrestres) ou até pela jurisdição de uma propriedade (ex: apenas a área de um país).
- Tipo de entidade representada: tipo geométrico. Ponto (o geocódigo pode ser traduzido para um Geo URI), uma unidade de tabela (o geocódigo está relacionado a um DGG) ou polígono (normalmente delimitações administrativas).
  - tabelas especiais hierárquicas, com uma cobertura global e unidades de mesma área, podem ser classificadas como células DGGS.
  - algumas entidades geográficas não padronizadas podem também serem classificadas pela seu sistema de coordenadas e referência na elípse (ex: UTM). O padrão de facto é o WGS84.
- Escopo de uso: uso generalizado vs especializado (ex: geocódigos de aeroporto).
- Hierarquia: a hierarquia sintática do geocódigo corresponde à hierarquia espacial das entidades representadas. Um geocódigo pode ser hierárquico (por nome ou tabela) ou não hierárquico.